# Чепурний Микола Миронович
Чепурни́й Мико́ла Миро́нович (нар. 27 грудня 1905 — пом. 19 вересня 1964) — учасник Другої світової війни, командир батальйону, старший лейтенант, Герой Радянського Союзу (1941).

## Біографія
Народився 27 грудня 1905 року в селі Калачеве в селянській родині. Українець. Член ВКП(б) з 1932 року. Закінчив семирічну школу.
У лавах РСЧА з 1927 року. У 1935 році закінчив Одеське військове піхотне училище.
Учасник німецько-радянської війни з червня 1941 року.
Командир батальйону 14-го мотострілецького полку 14-ї танкової дивізії Західного фронту старший лейтенант М. М. Чепурний особливо відзначився в липні 1941 року під час оборонних боїв на території Білорусі. На початку липня він разом з бійцями батальйону форсував ріку Чорногостиця й вибив супротивника з населеного пункту Чорногостя. У період з 12 по 24 липня 1941 року його батальйон звільнив села Ворони і Видра Вітебського району Вітебської області. За цей час комбат М. М. Чепурний був тричі поранений, але не залишив поля бою.
У 1942 році закінчив Військову академію імені М. В. Фрунзе. Командував стрілецьким полком, механізованою бригадою. Учасник Сталінградської битви. В бою 9 січня 1943 року отримав важке поранення в голову. Тривалий час лікувався у шпиталі міста Ташкента. На завершальному етапі війни обіймав посаду заступника командира 214-ї стрілецької дивізії на 1-у Українському фронті.
У повоєнні роки продовжував військову службу. У 1947 році закінчив Курси удосконалення командного складу (КУКС) «Постріл». У 1954 році полковник М. М. Чепурний вийшов у запас.
Жив і працював у місті Бєльов Тульської області. Помер 19 вересня 1964 року.

## Нагороди
Указом Президії Верховної Ради СРСР від 31 серпня 1941 року старшому лейтенанту Чепурному Миколі Мироновичу присвоєне звання Героя Радянського Союзу з врученням ордена Леніна і медалі «Золота Зірка» (№ 358).
Також нагороджений орденом Леніна, двома орденами Червоного Прапора, Червоної Зірки, медалями.